# Denis Chatelier
Denis Chatelier, né en 1966, est la première personne sur qui a été réalisée une greffe bilatérale des mains et des avant-bras. Cette opération a été réalisée par le Pr Jean-Michel Dubernard le 13 janvier 2000, à Lyon. En 1996, il avait perdu ses deux mains en manipulant une fusée artisanale. Huit ans après cette intervention, le patient a pu reprendre une vie normale et se consacrer à une activité associative au service des handicapés.
En février 2008 est sorti un livre racontant son histoire, livre intitulé Je vis avec les mains d'un autre (éditions Robert Laffont).  
Le donneur était Sébastien Puget décédé quelques jours avant la greffe.